# Carex peruviana
Carex peruviana är en halvgräsart som beskrevs av Jan Svatopluk Presl och Karel Presl. Carex peruviana ingår i släktet starrar, och familjen halvgräs. Inga underarter finns listade i Catalogue of Life.